# Biophytum perrieri
Biophytum perrieri är en harsyreväxtart som beskrevs av André Guillaumin. Biophytum perrieri ingår i släktet Biophytum och familjen harsyreväxter. Inga underarter finns listade i Catalogue of Life.